# Ласа, Эмилиано
Эмилиано Ласа Санчес (исп. Emiliano Lasa Sánchez; род. 25 января 1990, Монтевидео) — уругвайский легкоатлет, специалист по прыжкам в длину. Выступает на профессиональном уровне с 2009 года, обладатель двух бронзовых медалей Панамериканских игр, чемпион Южной Америки и Южноамериканских игр, победитель и призёр иберо-американских чемпионатов, действующий рекордсмен Уругвая в помещении и на открытом стадионе, участник двух летних Олимпийских игр.

## Биография
Эмилиано Ласа родился 25 января 1990 года в Монтевидео, Уругвай.
Впервые заявил о себе в лёгкой атлетике на международном уровне в сезоне 2009 года, когда вошёл в состав уругвайской сборной и в прыжках в длину выступил на нескольких крупных стартах, в частности стал четвёртым на чемпионате Южной Америки в Лиме и на юниорском южноамериканском первенстве в Сан-Паулу.
В 2010 году в прыжках в длину занял четвёртое место на молодёжном южноамериканском первенстве в Медельине, тогда как на соревнованиях в аргентинской Мар-дель-Плате взял бронзу в тройном прыжке, установив ныне действующий национальный рекорд Уругвая — 15,08 метра.
В 2011 году в прыжках в длину показал пятый результат на Панамериканских играх в Гвадалахаре.
В 2012 году в той же дисциплине был четвёртым на иберо-американском чемпионате в Баркисимето, третьим на молодёжном южноамериканском первенстве в Сан-Паулу.
На чемпионате Южной Америки 2013 года в Картахене показал девятый результат.
В 2014 году стал вторым на Южноамериканских играх в Сантьяго, четвёртым на иберо-американском чемпионате в Сан-Паулу, пятым на Панамериканском спортивном фестивале в Мехико.
В 2015 году одержал победу на чемпионате Южной Америки в Лиме, взял бронзу на Панамериканских играх в Торонто, выступил на чемпионате мира в Пекине.
В 2016 году занял седьмое место на чемпионате мира в помещении в Портленде, превзошёл всех соперников на иберо-американском чемпионате в Рио-де-Жанейро. Выполнив олимпийский квалификационный норматив (8,15), удостоился права защищать честь страны на летних Олимпийских играх в Рио-де-Жанейро — в финале прыжков в длину показал результат 8,10 метра, расположившись в итоговом протоколе соревнований на шестой строке. Являлся знаменосцем Уругвая на церемонии закрытия Игр.
В 2017 году был вторым на чемпионате Южной Америки в Асунсьоне, девятым на чемпионате мира в Лондоне, шестым на финале Бриллиантовой лиги в Цюрихе.
В 2018 году занял 12-е место на чемпионате мира в помещении в Бирмингеме, завоевал золото на Южноамериканских играх в Кочабамбе и бронзу на иберо-американском чемпионате в Трухильо, стал шестым на Континентальном кубке IAAF в Остраве.
В 2019 году победил на чемпионате Южной Америки в Лиме, взял бронзу на Панамериканских играх в Лиме, выступил на чемпионате мира в Дохе.
В 2021 году стал серебряным призёром на южноамериканском чемпионате в Гуаякиле. Принимал участие в Олимпийских играх в Токио — на предварительном квалификационном этапе прыгнул на 7,95 метра, чего оказалось недостаточно для выхода в финал.
В 2022 году с ныне действующим национальным рекордом Уругвая 8,10 выиграл серебряную медаль на чемпионате Южной Америки в помещении в Кочабамбе, затем показал шестой результат на чемпионате мира в помещении в Белграде. Впоследствии победил на соревнованиях в Сан-Паулу, установив рекорд Уругвая на открытом стадионе — 8,28 метра. Был четвёртым на иберо-американском чемпионате в Ла-Нусии, прыгал в длину на чемпионате мира в Юджине — в финал не вышел.